# Chico (California)
Chico è la città più popolosa della Contea di Butte, California, Stati Uniti. Gli abitanti erano 59.954 al censimento del 2000, ma si è stimato siano cresciuti a 87.713 nel 2009. La città è un centro culturale, economico e educativo del nord della valle del Sacramento. È sede della California State University, Chico (chiamata Chico State) e del Bidwell Park, uno dei 25 parchi urbani più grandi del paese e il 13° più grande parco di proprietà comunale.
Altre città in prossimità della Metropolitan Area Chico (212.000 abitanti) comprendono Paradise e Oroville, mentre le città e villaggi (Unincorporated area) comprendono Durham, Cohasset, Dayton, Hamilton City, Nord e Forest Ranch. La Chico Metropolitan Area è la quattordicesima tra le più grandi aree metropolitane della California.
Il soprannome ufficiale della città è City of Roses (città delle rose), come è scritto nel suo sigillo. Chico è stata designata come una "Tree City USA" per 26 anni dalla Arbor Day Foundation.

## Storia
Gli abitanti originari di Chico erano i nativi americani Mechoopda Maidu.
La città è stata fondata nel 1860 da John Bidwell, un membro di una delle prime carovane di carri che raggiunsero la California nel 1843. Durante la guerra di secessione americana, Camp Bidwell (prende il nome da John Bidwell, diventato generale di brigata della Milizia Californiana), è stato istituito un miglio fuori da Chico, dal Ten. Col. A. E. Hooker con una compagnia di cavalleria e due di fanteria, il 26 agosto 1863. All'inizio del 1865, veniva indicato come Camp Chico quando un posto chiamato Camp Bidwell è stato istituito nel nord-ovest della California, per poi diventare Fort Bidwell. La città divenne una municipalità indipendente l'8 gennaio 1872.
Chico fu sede di un'importante comunità cinese americana quando divenne indipendente ma dei piromani bruciarono Chico Chinatown nel febbraio del 1886, spingendo i cinesi americani fuori dalla città.
Lo storico W. H. "Old Hutch" Hutchinson ha individuato cinque eventi come determinanti nella storia di Chico. Essi furono: l'arrivo di John Bidwell nel 1850, l'arrivo della Oregon and California Railroad nel 1870, la costituzione del ramo settentrionale della State Normal School nel 1887, l'acquisto della Sierra Lumber Company da parte della Diamond Match Company nel 1900, e lo sviluppo della Army Air Base, che ora è il Chico Municipal Airport.
Molti altri eventi significativi riguardano Chico più di recente. Tra questi: la costruzione e la rilocalizzazione della Highway 99E in città nei primi anni 1960; la classificazione della Chico State nel 1987 come prima nella nazione tra le "party school" e la creazione di una "Green Line" sui limiti di città occidentale come protezione dei terreni agricoli.

## Geografia fisica

### Posizione
Chico è situata sul bordo nord-est della valle del Sacramento una delle zone agricole più ricche del mondo. Le montagne della Sierra Nevada si trovano ad est, con i limiti della città che si inoltrano diversi chilometri tra le colline. A ovest, il fiume Sacramento si trova a 8 chilometri (cinque miglia) dal limite della città.

### Topografia

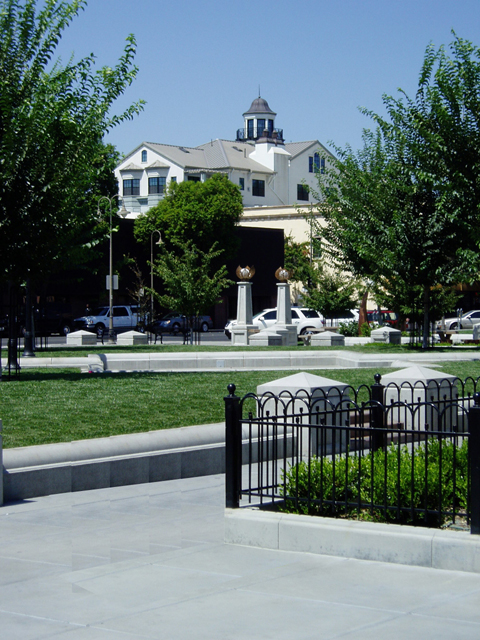
Angolo di City Plaza, centro di Chico.

Chico si estende sulla parte pianeggiante della valle del Sacramento fino alle propaggini della Catena delle Cascate e della Sierra Nevada con il torrente Little Chico Creek che segna la linea di demarcazione tra la Catena delle Cascate (a nord del Little Chico Creek) e la Sierra Nevada (a sud del Little Chico Creek). Il terreno della città è nel complesso molto pianeggiante, con l'inizio della parte collinare ai limiti orientali della città.
Secondo l'United States Census Bureau, la città ha un'area totale di 71,9 km² (27,8 miglia quadrate), di cui, 71,8 km² (27,7 miglia quadrate) composti da terra e lo 0,04% coperto da acque.
La città è divisa in due dal Bidwell Park, un parco che si estende 8 chilometri (cinque miglia) dal centro della città fino alla cresta della Sierra Nevada.
La città è anche attraversata da due torrenti e un canale di scarico delle acque pluviali che alimentano il fiume Sacramento. Si chiamano Big Chico Creek, Little Chico Creek e Lindo Channel (anche conosciuto nel luogo come Sandy Gulch).

### Sistema stradale
Il centro della città di Chico è generalmente localizzato tra i torrenti Big Chico Creek e Little Chico Creek.
Il centro ha una griglia di strade inclinate di 49,75° rispetto alle quattro direzioni cardinali. Ci sono strade e viali numerati, che normalmente hanno un orientamento da est-nord-est a ovest-sud-ovest. Gli isolati sono generalmente numerati in centinaia corrispondenti alle strade e ai viali numerati. Mentre le strade e i viali da est-nord-est a ovest-sud-ovest sono numerati, le strade da nord-nord-ovest a sud-sud-est hanno generalmente nomi di alberi. La parte delle strade con nomi di alberi che intersecano le strade del campus della California State University di Chico compongono, con le iniziali, la parola "Chico": Chestnut (castagno), Hazel (nocciolo), Ivy (edera), Cherry (ciliegio) e Orange (arancio).
La strada principale che attraversa la città da nord-ovest a sud-est è l'autostrada California State Route 99, nota anche come Highway 99, costruita negli anni 1960. In passato la superstrada Business 99, attraversava la città assumendo vari nomi: prima Esplanade, poi suddividendosi in due strade ora senso unico, Main Street (da nord a sud) e Broadway (da sud a nord), e proseguendo come Park Avenue e poi Midway. Le strade della città sono designate come "East" (est) o "West" (ovest) in relazione a questo vecchio asse stradale.
Ci sono strade numerate chiamate streets (abbreviato St) e altre indicate come avenues (abbreviato Ave) entrambe in direzione est-ovest. Le "streets" sono situate a sud del campus universitario (California State University), mentre gli "avenues" sono situati a nord del campus, divisi dalla Esplanade. Dalla Esplanade non si può svoltare a sinistra in ogni avenue con numero dispari in entrambe le direzioni con l'eccezione della West 11th Avenue.
Nelle strade e viali numerati e nella maggior parte delle altre strade che intersecano le Esplanade, Main e Park, gli indirizzi ad ovest sono tutti numeri con le ultime due cifre da 00 a 49 e gli indirizzi a est sono tutti numeri le cui ultime due cifre variano da 50 e 99. Ci sono molto poche eccezioni.
Nella maggior parte delle strade di Chico gli indirizzi dispari sono sul lato sud della strada.
Se si sta sul ponte del torrente Big Chico Creek dove la Main Street cambia il nome in Esplanade e si guarda a nord, gli indirizzi dispari sono a sinistra (Bidwell Mansion è al 525 della Esplanade). Questa convenzione vale per tutti i viali numerati. Tuttavia, se ci si affaccia a sud, gli indirizzi dispari sono ancora a sinistra (cioè la regola si rovescia). Questa convenzione vale per le strade numerate.

### Quartieri

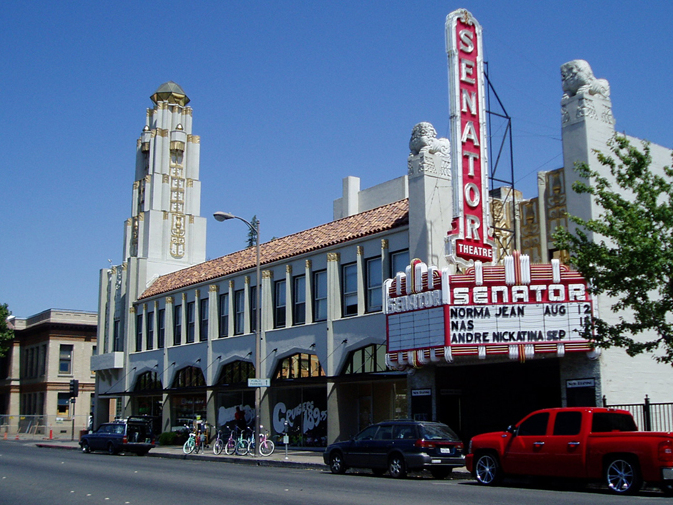
The Senator Theater (517 Main Street), completato nel 1928 (costo 300.000 $), progettato da Timothy L. Pflueger per Michael Naify e i fratelli Nasser.

Downtown Chico - Questo è il quartiere commerciale principale di Chico. Si trova tra i torrenti Big Chico Creek e Little Chico Creek, tra Wall Street e Salem Street. La Downtown Chico Business Association rappresenta gli interessi del quartiere nella comunità. Main Street e Broadway Street sono le due principali arterie che attraversano il centro. Ringel Park è l'area di forma triangolare immediatamente a nord del centro. La City Plaza è il punto centrale del quartiere Downtown, tra la Fourth Street e la Fifth Street.

La zona di West Ninth Street, dove la Main Street e l'Oroville Avenue convergono è noto come The Junction, la parte più meridionale del centro. The Junction, alla confluenza di Humboldt Road e la vecchia Shasta Stage Road (ora Main Street e Esplanade) prende il suo nome nel 1864 quando John Bidwell e alcuni soci hanno costituito una società (Humbold Wagon Road Company) che allestì una linea di diligenze tra Chico e Susanville, che alla fine arrivava a Ruby City nell'Idaho, (ora è una città fantasma) dove venne trovato l'oro. Qui inizia la Humboldt Road, che ora si chiama Humboldt Avenue fino all'incrocio con la Highway 99, a est della quale riprende il nome di Humboldt Road e continua tra le colline. The Junction è stato per alcuni anni un quartiere degli affari a sé stante, che forniva beni e servizi alle persone in arrivo e in partenza dal deposito diligenze.
South Campus - Il quartiere South Campus è la zona delimitata dalla West Second Street, Salem Street, West Ninth Street e i limiti della città occidentale (che è chiamata "The Green Line"). Storicamente, questa zona è stata la prima area residenziale della città ed è la zona più densamente popolata. La South Campus Neighborhood Association rappresenta gli interessi del quartiere nella comunità. South Campus è un quartiere residenziale dinamico composto prevalentemente di affittuari giovani sotto i trenta anni e in particolare studenti della Chico State. L'intersezione tra Fifth Street e Ivy Street è il nucleo commerciale del quartiere, a volte indicato localmente come "Five e I." Ci sono molte sedi di fraternity e sorority nella zona, e la città ha pianificato una "Fraternity/Sorority Overlay Zone", in gran parte contigua con il quartiere. South Campus è sede della Craig Hall, dormitorio privato per studenti, e del Depot Park (parco all'intersezione della West Fourth Street e la Cedar Street).
Barber - Il quartiere Barber è un quartiere residenziale della classe lavoratrice a sud di Little Chico Creek e ad ovest di Park Avenue. La Barber Neighborhood Association rappresenta gli interessi del quartiere nella comunità. Questo quartiere è stato originariamente costruito per ospitare i dipendenti della adiacente fabbrica Diamond Match. Il quartiere prende il nome da Ohio Columbus Barber, presidente della Diamond Match Company. Oggi il terreno della Diamond Match è destinato a futuri sviluppi con il nome Barber Yard.
Chapmantown - Questo è un quartiere residenziale della classe operaia interamente circondato da un'area all'interno della città di Chico, ma legalmente non è parte della città: è sotto la giurisdizione della Contea di Butte. Chapmantown è delimitata da Little Chico Creek, Boucher Street, Guill Street e East Sixteenth Street. Il quartiere a sud della East Twentieth Street e ad est della Fair street è anche indicato come parte di Chapmantown. Storicamente, Chapmantown indicava tutta la zona a est di Mulberry Street, ma che non è più così. Non essendo entro i limiti della città, non ci sono marciapiedi, fogne o altri servizi cittadini. Tuttavia, non sono neanche applicabili i regolamenti comunali (divieto di avere pollai, permessi per accendere fuochi per bruciare, ecc.). Nel quartiere si trova invece il Dorothy F. Johnson Neighborhood Center, una struttura del Chico Area Recreation District. Il quartiere prende il nome da Augustus Chapman.
The Avenues - Un nome relativamente nuovo che si riferisce alla zona a nord del torrente Big Chico Creek storicamente noto come Chico Vecino. Questa zona comprende i viali numerati che si intersecano con la Esplanade. Questo quartiere residenziale è adiacente al confine settentrionale del campus di Chico ed è a sud del Lindo Channel. Il quartiere è anche sede dell'Enloe Medical Center.
Mansion Park è il quartiere residenziale di lusso adiacente alla Bidwell Mansion e tra l'angolo nord-est del campus della Chico State e la Chico High School. Questo quartiere è noto per il suo essere una zona di parcheggio preferenziale per i residenti solo con permessi. Questo quartiere è sede dell'Albert E. Warren Reception Center (ex Julia Morgan House) e del Bidwell Amphitheatre. Originariamente sede per lo più di professori e di personale universitario, ora è residenza di altri professionisti e famiglie della classe media superiore.

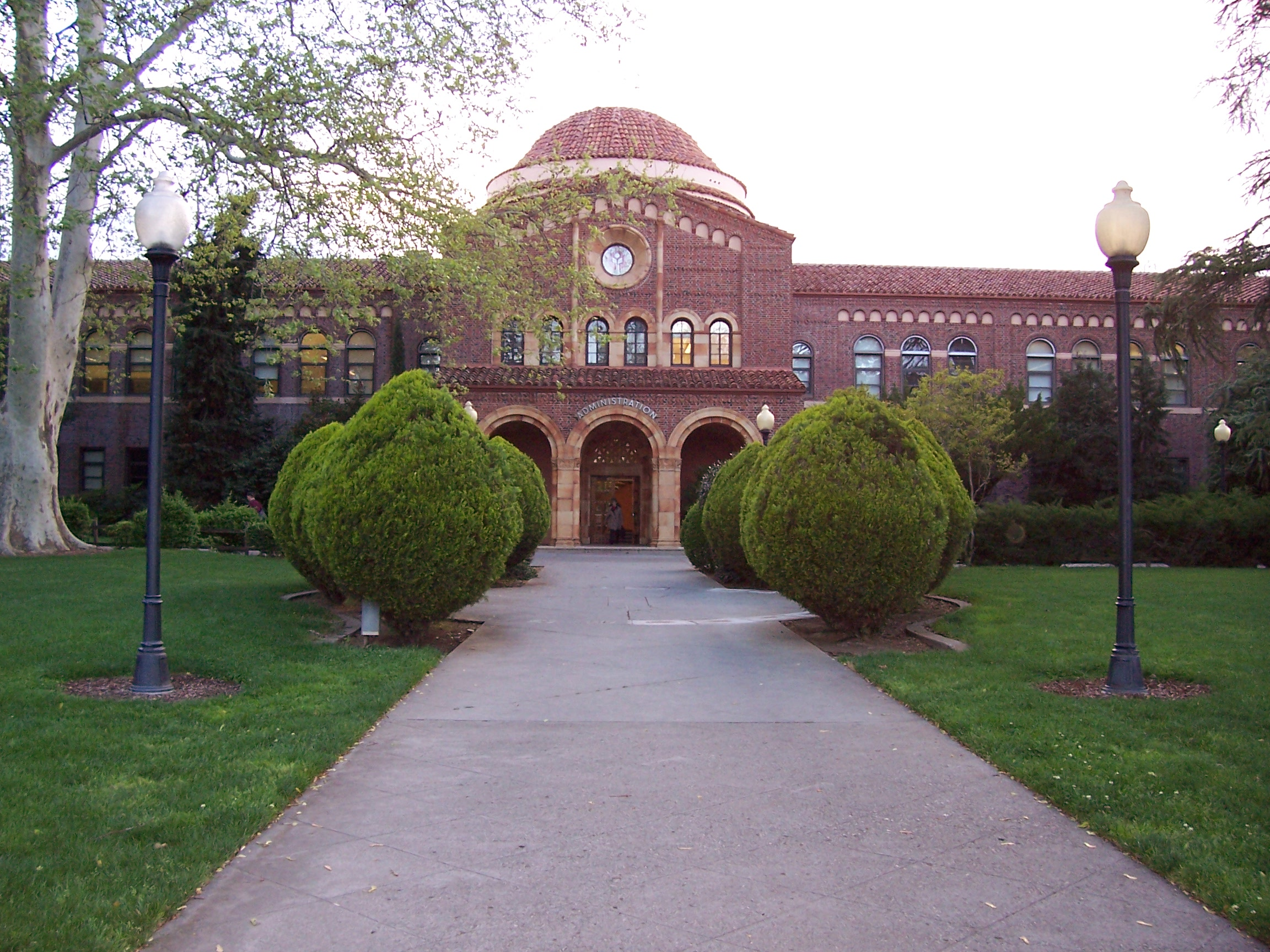
Kendall Hall, California State University, Chico.

Doe Mill è il quartiere urbano di sviluppo residenziale approssimativamente a nord della East Twentieth Street e a est della Bruce Road.
Nob Hill è un quartiere residenziale in sviluppo a ovest della Bruce Road e a nord della Highway 32.
California Park è il quartiere residenziale in via di sviluppo a est della Bruce Road e a nord della Highway 32. Questa area contiene una piccola area conosciuta come Canyon Oaks.
Aspen Glen è il quartiere residenziale a est della Esplanade e a nord dell'East Shasta avenue. Molte strade qui sono intitolate a cose associate al Colorado.
Cussick Area Neighborhood è un assortimento di tipologie abitative differenti nel nord-ovest della città. È affiancato da frutteti, l'Esplanade e East West Avenue. In questo angolo tranquillo della città, più si penetra nel quartiere, più le case sono grandi e belle.
Big Chico Creek Estates è un'area urbana abitata dal ceto medio nella zona sud ovest della città. Accanto al bellissimo Big Chico Creek e molto vicina alla più recente scuola elementare di Chico.
Little Chico Creek Estates una piccola area urbana abitata dal ceto medio nella zona sud-est di Chico su quello che un tempo era un oliveto. Situato tra Little Chico Creek e un piccolo canale di smaltimento delle acque piovane (Butte Creek Diversion Channel), si estende dalla Bruce Road sul lato ovest fino alla foce dello Stilson Canyon nella parte orientale, dove è separato dalle abitazioni nel canyon dalla biforcazione dei due corsi d'acqua all'altezza della diga di deviazione. Little Chico Creek Estates si trova molto vicino alla Hank Marsh Junior High School e alla Little Chico Creek Elementary School e a vari centri commerciali tra cui il Chico Mall.
Connors Neighborhood è un quartiere molto piccolo stretto tra l'East Avenue e il Rio Lindo Avenue e tra l'Esplanade e la Highway 99. Ci sono solo due strade, Connors Avenue e White Avenue, con un paio di vicoli e strade circolari. Questo quartiere è stato incorporato in Chico nel 2003. È prevista la costruzione di fognature nel 1º trimestre del 2011.
Altri quartieri sono: South Park, North Park, Vallombrosa, Baroni Park e Hancock Park.
Chico è anche sede di diversi nuovi quartieri urbani di grandi dimensioni, programmati o in costruzione tra cui Doe Mill, Barber Yard, Meriam Park e Westside Place.
I quartieri citati non includono ampie parti di Chico. Numerose sono le altre aree che hanno caratteristiche uniche e attrazioni. Mentre alcune di queste aree erano, non molto tempo fa, fuori dalla città, esse sono sempre state parte della comunità di Chico. La maggior parte di queste aree sono ben consolidate con un'elevata percentuale di residenti presenti da più di venti anni. Nelle aree più antiche dei quartieri periferici, non è raro trovare famiglie che sono lì da cinquanta o più anni.

### I parchi e le Creekside Greenways
Parchi

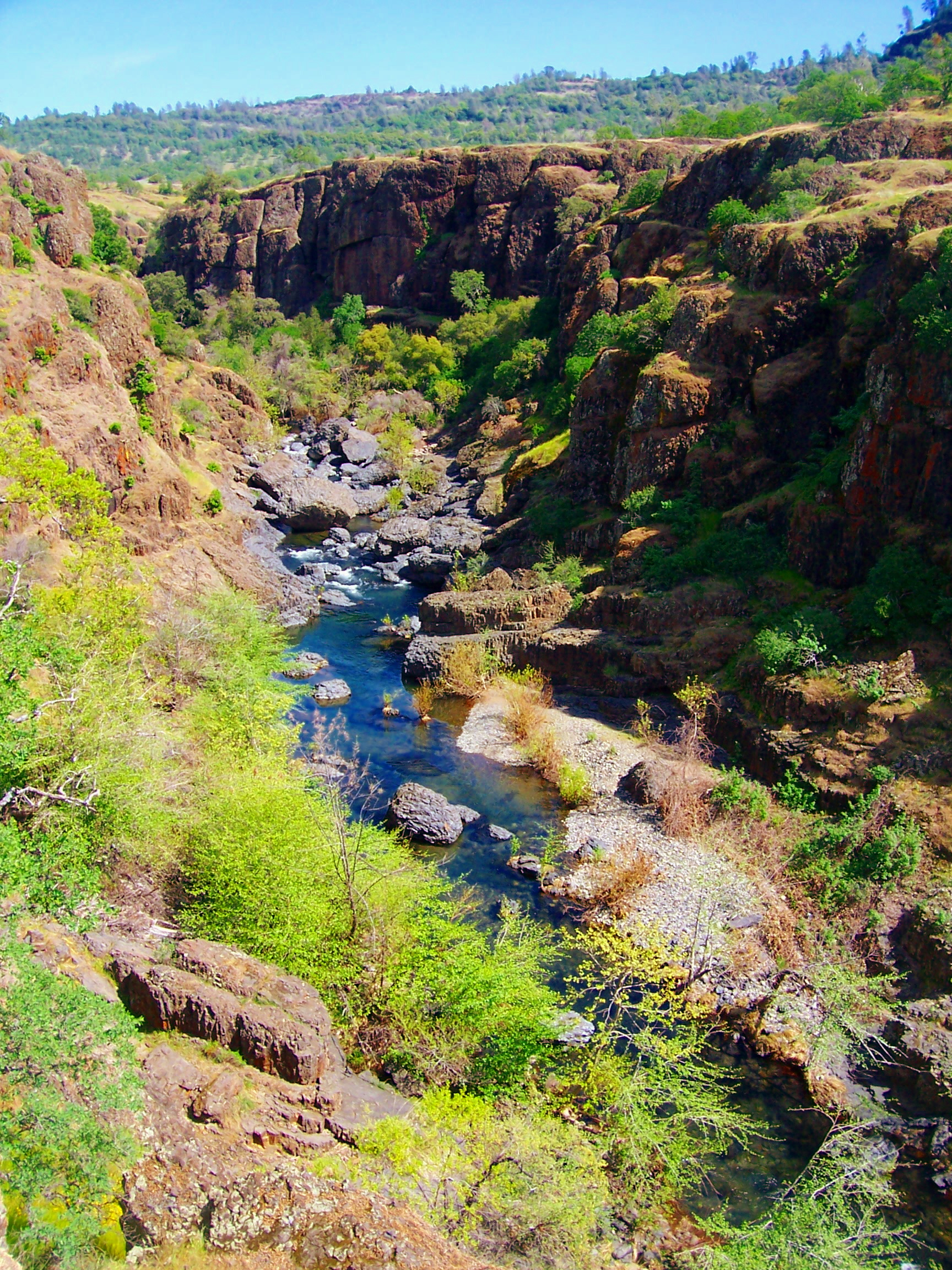
L'Upper Bidwell Park, nome del Bidwell Park verso le colline oltre Manzanita Avenue.

- Verbena Fields: questo sito è un ex cava che è in fase di trasformazione in parco naturale. Il progetto vuole espandere e migliorare le zone umide stagionali, aumentare la larghezza della pianura alluvionale, ripristinare piantagioni originarie, istituire le aree di dedicate alla cultura dei nativi Mechoopda, costruire un anello di pista pedonale e migliorare l'istruzione pubblica.
- Baroni Park
- Bidwell Park
- Children's Playground
- Depot Park
- DeGarmo Park
- East St 20 a Notre Dame Park (non attrezzato)
- Hancock Park
- Henshaw Park (non attrezzato)
- Hooker Oak Recreation Area
- Ceres Park (non attrezzato)
- Humboldt Park (Humboldt a Willow)
- Nob Hill / Ranch Park Husa
- Peterson Park
- City Plaza
- Ringel Park
- Skateboard Park
- Wildwood Park
- Martin Luther King Park
- Chapman Park
- Oak Park Way
- Rotary Park (Wall Street)
- Rotary Park (Sixteenth e Broadway)

Creekside Greenways
- Little Creek Chico
- Mud Creek
- Sycamore Creek
- Commanche Creek
- Sandy Gulch (Canale Lindo) Greenway
- Bear Hole (nel Upper Bidwell Park)
- Alligator Hole (nel Upper Bidwell Park)
- Salmone Hole (nel Upper Bidwell Park)

### Clima
Chico e la valle del Sacramento ha un clima tipicamente mediterraneo.
Le temperature possono salire ben sopra la soglia dei 40 °C in estate. Chico è tra le prime aree metropolitane della nazione per numero di giorni sereni. Gli inverni sono piuttosto miti e umidi, con la maggior parte delle precipitazioni nel mese di gennaio. La media annuale delle precipitazioni è di 661 mm (26,04 inches). La nebbia è spesso presente nel corso del mesi invernali e autunnali.
| mese                | gen.  | feb.  | mar.  | apr. | mag. | giu. | lug. | ago. | set. | ott. | nov.  | dic.  | anno  |
| ------------------- | ----- | ----- | ----- | ---- | ---- | ---- | ---- | ---- | ---- | ---- | ----- | ----- | ----- |
| Record massime (°C) | 25    | 27,8  | 33,9  | 36,7 | 42,2 | 46,1 | 47,2 | 46,7 | 45,6 | 39,4 | 39,8  | 24,4  | 47,2  |
| Media massime (°C)  | 11,7  | 15    | 17,2  | 21,1 | 25,6 | 30   | 32,2 | 31,7 | 27,8 | 20,6 | 14,4  | 11,1  | 21,53 |
| Media minime (°C)   | 1,7   | 3,9   | 5,6   | 7,2  | 10   | 13,9 | 15,6 | 15   | 11,7 | 7,8  | 3,9   | 1,1   | 8,1   |
| Record minime (°C)  | -11,1 | -8,9  | -5    | -2,8 | -1,1 | 3,3  | 4,4  | 3,3  | 1,7  | -5   | -6,7  | -11,7 | -11,7 |
| Precipitazioni (mm) | 149,6 | 133,1 | 122,7 | 50   | 24,6 | 13   | 1,5  | 4,8  | 18,3 | 65,8 | 101,6 | 130   | 814,8 |

## Società

### Famiglie
Secondo il censimento del 2000, le persone erano 59.954, 23.476 nuclei familiari e 11.644 famiglie residenti nella città. La densità della popolazione era di 834,5 persone per chilometro quadrato (2.161 persone per miglio quadrato). C'erano 24.386 unità abitative con una densità media di 339,4 per chilometro quadrato (879 per miglio quadrato). La composizione etnica della città era: 82,36% bianchi, 2,03% neri o afroamericani, 1,30% nativi americani, 4,21% asiatici, 0,19% delle isole del Pacifico, 5,65% di altre etnie e 4,25% di due o più etnie. Ispanici o latini di ogni etnia erano il 12,26% della popolazione.
I nuclei familiari erano 23.476, il 27,1% aveva figli di età inferiore ai 18 anni conviventi, il 34,4% coppie sposate conviventi, l'11,3% era composto da donne con marito assente e il 50,4% non erano famiglie. Il 29,3% di tutte le famiglie erano costituite da singoli individui e l'8,1% da singoli di 65 anni o più di età. La dimensione media del nucleo familiare era di 2,42 persone e la dimensione della famiglia media era di 3,03.
Nelle città la popolazione era distribuita per età: il 21,1% inferiore ai 18 anni, il 27,0% dai 18 ai 24, il 26,8% fra i 25 e i 44, il 15,2% dai 45 ai 64 e il 9,9% dai 65 anni in su. L'età media era di 26 anni. Il rapporto in base al sesso era: 100 donne/96,4 uomini. Per ogni 100 donne dai 18 anni in su: 93,9 uomini.

## Economia
Il reddito medio di un nucleo familiare era di 29.359 dollari e il reddito medio di una famiglia era 43.077 dollari. Gli uomini avevano un reddito medio di 35.548 dollari mentre per le donne era di 26.173 dollari. Il reddito pro capite nella città era 16.970 dollari. Circa il 12,7% delle famiglie e il 26,6% della popolazione era sotto la soglia di povertà, di cui il 19,2% sotto i 18 anni e l'8,2% di 65 anni o più.
Gran parte dell'economia locale è legata dalla presenza della California State University, Chico. Le attività che forniscono occupazione sono: istruzione, sanità e servizi sociali (30,3%), commercio al dettaglio (14,9%), arte, intrattenimento, tempo libero, alloggi e servizi di ristorazione (12,6%).
| Le dieci maggiori attività per impiego non manifatturiere 1. Enloe Medical Center (2.268 dipendenti) 2. Contea di Butte (non ubicata a Chico) (2032 dipendenti) 3. California State University, Chico (1823 dipendenti) 4. Chico Unified School District (1400 dipendenti) 5. Tri Counties Bank (700 dipendenti) 6. Butte-Glenn Community College District (602 dipendenti) 7. Lifetouch National School Studios, Inc. (500 dipendenti) 8. Città di Chico (453 dipendenti) 9. Feather Falls Casino (non ubicata a Chico) (400 dipendenti) 10. Employment Development Department (350 dipendenti) | Le maggiori dieci imprese manifatturiere 1. Sierra Nevada Brewery (325 dipendenti) 2. Koret of California (250 dipendenti) 3. SunGard Public Sector (240 dipendenti) 4. Aero Union Corporation (185 dipendenti) 5. Sunset Moulding Company (145 dipendenti) 6. Smucker Quality Beverages, Inc. (130 dipendenti) 7. Lundberg Family Farms (110 dipendenti) 8. Norfield Industries (110 dipendenti) 9. JG Brattan (100 dipendenti) 10. Wrex Products, Inc. di Chico (93 dipendenti) |

Negli ultimi due decenni Chico è diventata la sede regionale della vendita al dettaglio. Il quartiere più grande di queste attività commerciali si concentra intorno al Chico Mall sulla East 20th Street. Nei due decenni successivi da quando il Chico Mall è stato costruito, molti rivenditori nazionali hanno aperto negozi nelle vicinanze, tra questi Target, Kohl's, Best Buy e Walmart. Nel gennaio 2008, sono stati presentati i piani per ristrutturare il centro commerciale Chico Mall demolendo la parte più occidentale (in precedenza Troutman's Emporium) e costruendo uno shopping center a cielo aperto ("lifestyle center") che lo collegherà con il centro commerciale Kohl's nelle vicinanze.
Chico è anche la sede del North Valley Plaza Mall che è stato il primo centro commerciale al coperto della città. La sua costruzione è iniziata nel 1965 ed è stato il più grande della città fino a quando il Chico Mall è stato completato nel 1988. Per alcuni anni il "vecchio" centro commerciale e il "nuovo" erano in concorrenza tra di loro. Al North Valley Plaza Mall è stato inferto un duro colpo quando J. C. Penney, uno dei punti di riferimento del vecchio centro, si è trasferito al Chico Mall nel 1993. Il "vecchio" centro commerciale calò lentamente e aumentarono i negozi abbandonati. Dopo diversi tentativi falliti di rivitalizzazione, il North Valley Plaza Mall è stato ristrutturato nel 2002, demolendo la costruzione centrale. Benché alcune imprese della grande distribuzione, come Trader Joe's e Tinseltown Theater, siano ancora presenti, il North Valley Plaza è diventato più un'attività commerciale di quartiere che regionale. Mervyn's rimase sul lato ovest del centro commerciale, riempiendo il posto lasciato vuoto da J. C. Penney, ma dichiarò bancarotta nel 2008 e liquidò il suo intero stock entro la fine di dicembre dello stesso anno. L'intera catena Mervyn's cessò l'attività poco prima della fine dell'anno.
Il centro di Chico è una fiorente area di negozi al dettaglio singoli e indipendenti e di ristoranti. I mercatini agricoli attirano folle il sabato mattina e giovedì sera. La City Plaza ospita regolarmente concerti gratuiti durante l'estate. Luoghi di spettacolo grandi e piccoli, bar, caffetterie, librerie e uffici contribuiscono a creare un'atmosfera vivace e variopinta.

### Agricoltura
La città di Chico, essendo nella valle del Sacramento, ha suoli molto fertili. La regione è leader in campo agricolo. Le mandorle sono il raccolto numero uno nella zona, solo di recente superato dal riso. Altre colture nella zona includono: kiwi, olive, pesche e prugne.
La città è delimitata a ovest da frutteti con migliaia di alberi di mandorlo, e ci sono ancora poche sacche di frutteti che rimangono entro i limiti della città. Gli alberi germogliano con fiori rosa e bianchi a fine febbraio o inizio marzo. Milioni di api vengono portate per l'impollinazione. Le noci vengono raccolte a fine agosto.
Le noci sono anche una grande produzione agricola nella zona a nord e ovest della città. A differenza delle coltivazioni di mandorle della zona, i noci non hanno lo stesso fascino, visto che non fioriscono, ma crescono molto più grandi e vivono molto più a lungo dei mandorli. Mandorle e noce vengono raccolte agli inizi di settembre.
C'è un mercato per i prodotti agricoli che si tiene per le strade del centro, chiuse ogni giovedì notte durante i mesi caldi, e uno il sabato mattina presso il parcheggio pubblico in Wall Street.

## Governo

### Comunale
La città di Chico è una Charter city. Gli uffici amministrativi della città sono situati al 411 della Main Street, immediatamente adiacenti alla camera del consiglio comunale. Il consiglio comunale di Chico è composto da sette membri indipendenti eletti dall'intera comunità nel novembre degli anni di numero pari. Il mandato inizia il primo martedì in dicembre e termina quattro anni dopo, sempre il primo martedì di dicembre. Il sindaco è scelto da e tra i membri del consiglio e resta in carica per due anni. Le riunioni del consiglio si tengono il primo e il terzo martedì di ogni mese.
Il consiglio nomina i membri delle varie commissioni: Airport Commission, Architecture Review Board, Arts Commission, Bidwell Park and Playground Commission, Human Resources Commission e Planning Commission.
I membri dell'attuale [2010] consiglio sono Scott Gruendl, Ann Schwab, Mary Flynn, Tom Nickell, Andy Holcombe, Larry Wahl, e Jim Walker. Il consiglio attualmente ha una maggioranza liberale/progressista di sei membri; uno (Wahl) appartiene alla minoranza conservatrice. Le elezioni più recenti (4 novembre 2008) hanno portato alla rielezione di Schwab, Holcombe e Wahl.

### Contea
I cittadini di Chico sono rappresentati nel Butte County Board of Supervisors da Jane Dolan (supervisore per il distretto 2) e da Maureen Kirk (distretto 3).
Gli uffici del Butte County Association of Governments si trovano al 2580 della Sierra Sunrise Terrace, Suite 100 di Chico.

### Stato
I cittadini di Chico, come membri del 3rd Assembly District della California, sono rappresentati da Dan Logue (repubblicano, Chico) nella California State Assembly e, come membri del 4th Senate District della California, sono rappresentati da Sam Aanestad (repubblicano, Grass Valley) al Senato dello Stato della California.

### Governo federale
I cittadini di Chico, in quanto membri del 2nd congressional district della California (che ha un Partisan Voting Index, o PVI, di R+13, cioè di 13 punti in percentuale in più della media nazionale dei repubblicani) sono rappresentati da Wally Herger (repubblicano, Rio Oso) nella Camera dei Rappresentanti degli Stati Uniti.

## Istruzione
Il Chico Unified School District include tutta la grande area di Chico compresa l'area oltre i limiti della città.

### L'istruzione primaria

#### Elementare
Blue Oak Charter School (scuola steineriana gratuita), Chapman Elementary School, Chico Country Day School, Citrus Elementary School, Cohasset Elementary School, Emma Wilson Elementary School, Forest Ranch Elementary School, John A. McManus Elementary School, Little Chico Creek Elementary School, Marigold Elementary School, Neal Dow Elementary School, Notre Dame Catholic School, Chico Christian School & Preschool, Kings Christian Elementary, Parkview Elementary School, Rosedale Elementary School, Shasta Elementary School, Sierra View Elementary School, Hooker Oak Elementary School.

#### Junior high
Bidwell Junior High School (casa dei Pioneers, pionieri), Chico Junior High School (casa dei Cougars, puma) e Henry M. "Hank" Marsh Junior High School (sede dei Gators, alligatori) offrono il settimo e ottavo grado dei programmi di studio.

### Istruzione secondaria

#### Pubblica
- Chico High School (sede delle Panthers, pantere) - indirizzo: 901 The Esplanade
- Pleasant Valley High School (casa dei Vikings, vichinghi) - 1475 East Avenue

Nel 1998, gli elettori comunali hanno approvato un prestito obbligazionario per costruire una terza high school che doveva essere chiamata Canyon View High School. Tuttavia, dopo una lunga ricerca per un sito adatto, il distretto scolastico scelse di non costruire la nuova scuola, decisione basata in gran parte sui dati di iscrizione in calo. Lo stanziamento, resosi disponibile, verrà usato per miglioramento di Chico e della Pleasant Valley High School.

#### Alternative educative
- Academy For Change - Scuola diurna
- Fair View High School - Continuation School
- Core Butte Charter School - Charter School

#### Private
- King's Christian School
- Notre Dame Catholic School
- Champion Christian School
- Chico Oaks Adventist School
- Pleasant Valley Baptist School
- Chico Christian School and Preschool

### Istruzione superiore
- California State University, Chico (soprannome: Chico State)
- Butte College
- Cal Northern School of Law
- University of Phoenix

## Cultura

### Musei
Il Chico Museum fu inaugurato nel febbraio del 1986 presso l'ex edificio della biblioteca Carnegie nel centro di Chico. Presenta ha una mostra su cimeli che riguardano il circo, unica nel suo genere negli Stati Uniti occidentali. Il museo ha due principali gallerie che ospitano una grande varietà di mostre temporanee e viaggianti. Inoltre, il museo ha due piccole gallerie d'arte permanenti che illustrano la storia di Chico. Il Chico Museum è gestito dalla Far West Heritage Association, che si occupa anche del Patrick Ranch Museum. Il museo è gratuito ma accetta offerte.
Il Chico Air Museum è un museo dell'aviazione che ha aperto nel 2004, presso il Chico Municipal Airport. Diversi aerei sono esposti all'aperto, con mostra dei più piccoli all'interno di un edificio nelle vicinanze, esemplari dei pochi rimasti dalla seconda guerra mondiale.
Il National Yo-Yo Museum è la più grande collezione del paese di yo-yo, che comprende anche uno yo-yo alto quattro piedi che, saltuariamente, viene fatto cadere da una gru. Si ritiene sia il più grande yo-yo del mondo funzionante. Si possono anche avere lezioni per chi non sa giocare e per quelli che vogliono migliorare. In città si trova anche un museo d'arte, il Chico Art Center.
Due altri edifici storici sono anche musei. La Bidwell Mansion è una casa vittoriana completata nel 1868 e un tempo abitazione di John e Annie Bidwell. La Mansion Bidwell è un California State Historical Park. La Stansbury House, ex casa del medico Oscar Stansbury, è un museo sulla vita nel diciannovesimo secolo.
Il Valene L. Smith Museum of Anthropology, nel campus dell'università di Chico, presenta mostre temporanee ricercate, progettate e installate prevalentemente dagli studenti. La mostra attuale è "Living on Top of the World: adattamento, sopravvivenza e tutela dell'Artico". Il museo è stato rinominato il 18 novembre 2009 dal Consiglio di fondazione della CSU in onore della professoressa emerita Valene L. Smith, i cui contributi e gli impegni per il museo hanno superato i 4,6 milioni di dollari. L'inaugurazione per festeggiare la nuova mostra, nonché i contributi della Dottoressa Smith è il 28 gennaio 2010 e la mostra durerà fino al maggio 2010. Il museo è situato di fronte all'ingresso principale della Biblioteca Miriam, accanto al Janet Turner Print Museum.
Nel 2008, iniziò la costruzione dell Gateway Science Museum, ex Northern California Natural History Museum, adiacente alla Bidwell Mansion. Questo museo, in via di completamento per più di 10 anni, punta a diventare un importante centro per l'educazione scientifica e si concentrerà sulla storia naturale e delle risorse naturali della California del nord, il litorale, la valle del Sacramento e le circostanti colline e montagne. Il museo attende la grande apertura ufficiale con cerimonia di taglio del nastro il 27 febbraio 2010.

### Arte e teatro
Circa 40 murales e diverse gallerie sono disponibili in città, tra queste: Chico Paper Company, 1078 Galleria, Avenue 9, The Space, 24-Hour Drive-By, Ray Ray. I teatri a Chico comprendono Blue Room Theatre, Theatre ETC, Chico Cabaret, Chico Performances, Chico Theater Company e Theatre on the Ridge. La California State University, con il Chico Theatre Department offre anche una varietà di intrattenimenti durante tutto l'anno scolastico.

## Punti di interesse

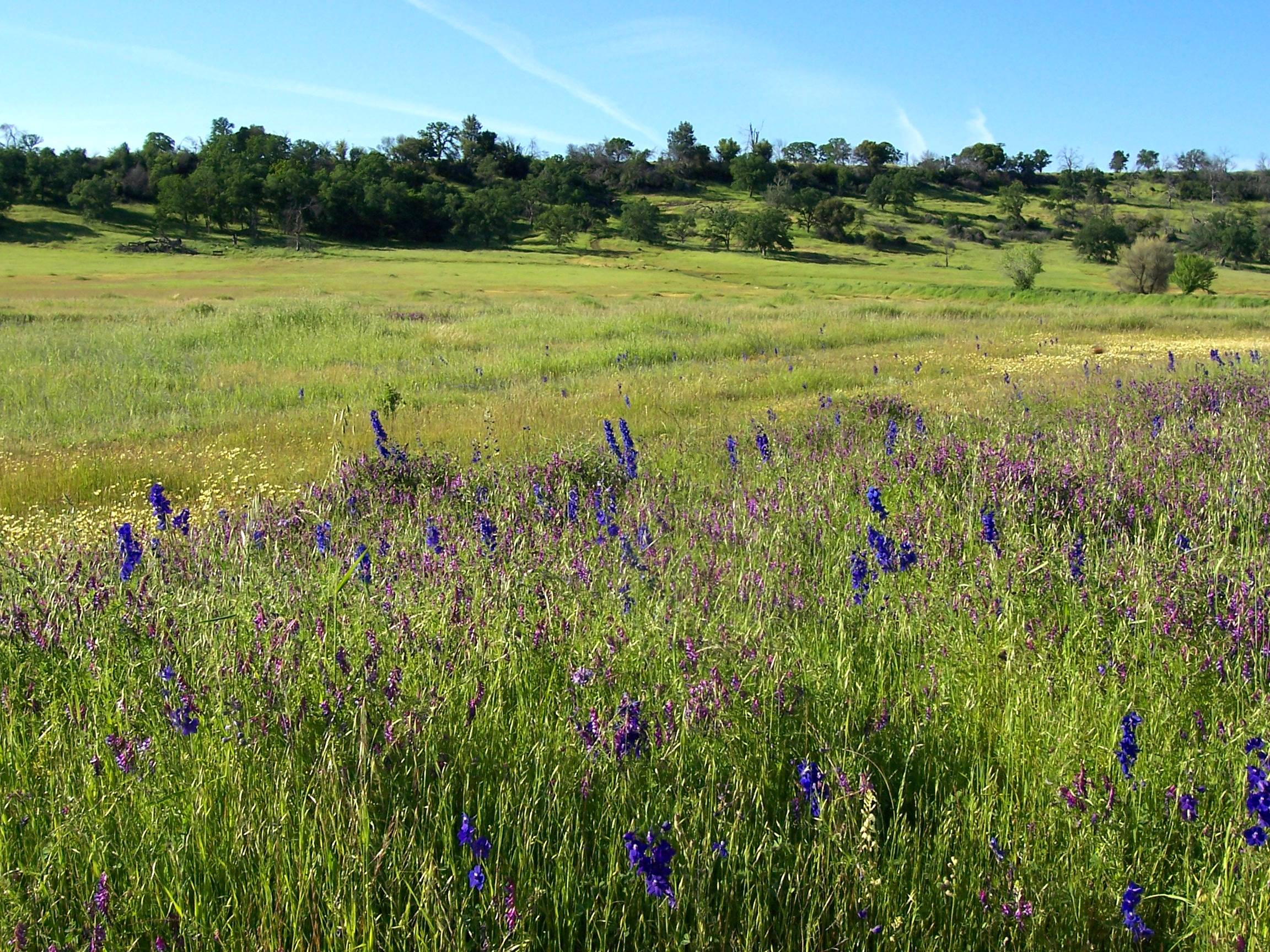
Bidwell Park, uno dei parchi municipali più grandi degli Stati Uniti.

A Chico si trovano il Bidwell Park, per dimensioni il nono parco gestito da un comune negli Stati Uniti, il Bidwell Mansion State Historic Park, il Chico University Arboretum.
La Sierra Nevada Brewing Company, tra i più grandi produttori di birra artigianale del Paese, ha sede a Chico. Anche la Butte Creek Brewing Company, produttrice di birre artigianali organic beer (cioè con ingredienti provenienti da coltivazioni biologiche), si trova a Chico.
A Chico c'è l'edificio più grande a nord di Sacramento in California: la Whitney Hall, un dormitorio di nove piani per il campus dell'università Chico State.
La Biblioteca Meriam nel campus CSUC prende il nome da Ted Meriam. L'edificio è tra i più grandi della California a nord di Sacramento.
L'Office of Statewide Health Planning and Developmen dello stato della California definisce l'Enloe Medical Center come General Acute Care Hospital con un Level II Trauma Center and Basic emergency care dal 22 agosto 2006. La struttura si trova al 1531 della Esplanade.
La Hooker Oak, in passato la più grande valle di querce del mondo, si trovava nella Hooker Oak Recreation Area del Bidwell Park.
Situato nella città Chico, il Mechoopda Indian Tribe of Chico Rancheria, è al 125 Mission Ranch Blvd.
Bidwell Municipal Golf Course, United States Department of Agriculture Plant Introduction Garden, Canyon Oaks Golf Course, Diamond Match Factory, Chico Museum, Chico Municipal Center, Dorothy F. Johnson Neighborhood Center, Veterans Memorial Building, Craig Hall, Stansbury House, Scrappy Dog, Madison Bear Garden, Chico Creek Nature Center, Chico Community Observatory, Big Chico Creek Ecological Reserve, Chico Area Recreation and Park District, Bidwell Amphitheatre, Honey Run Covered Bridge, Senator Theatre, A. H. Chapman House, Allen-Sommer-Gage House, Patrick Ranch House, Silberstein Park Building, Pioneer Days.

## Sport
Chico è sede del Nettleton Stadium (chiamato anche The Net), stadio di baseball nel campus della California State University. È il campo di casa per la squadra di baseball Chico CSU, i Chico State Wildcats nella NCAA Division II e gli Outlaws Chico della Golden League Baseball.

È una delle poche città ad essere sede di due squadre del campionato di baseball presenti in due campionati diversi contemporaneamente. I Wildcats CSUC che sono stati campioni nel 1997 e 1999, per la Division II College World Series. Gli Heat Chico sono stati anche campioni della Western League Baseball nel 1997.
Chico è anche la sede del Silver Dollar Speedway, un circuito usato per corse automobilistiche presso il centro fieristico Butte County Fairgrounds in gare di "Sprint car racing".

### Bicicletta
La città di Chico si è guadagnata la reputazione di città amica della bicicletta. Nel 1997, Chico è stata classificata numero uno nella nazione per ciclismo cittadino dalla rivista Bicycle Magazine e ospita il Wildflower Century, annuale giro di 160 chilometri (100 miglia) in aprile attraverso la Butte County, organizzato dal Chico Velo Cycling Club. La città è in procinto di creare una rete di piste ciclabili, sentieri e corsie riservate. Tra le piste riservate alle due ruote: una corsia che conduce dalla Esplanade all'aeroporto di Chico, un percorso lungo il Park Avenue che prosegue lungo la Midway verso Durham, una pista accanto al torrente Little Chico Creek dalla Bruce Road alla Highway 99 e una serie di percorsi in tutto il Bidwell Park e la Steve Harrison Memorial Bike Path che affiancano la Skyway road e portano alla Honey Run Road.

### Organizzazioni sportive del passato
Chico è stata sede dei Chico Rooks (calcio), e dei Chico Heat (Baseball - Western Baseball League).

## Infrastrutture e trasporti

### Aeroporti
Il Chico Municipal Airport è a nord vicino alla città.
È servito dalla United Express della United Airlines con il supporto della SkyWest (San Francisco).

L'aeroporto è anche sede della Aero Union, una società che converte aeromobili militari dismessi in aerei antincendio.

Il 31 luglio 1961, il primo dirottamento aereo sul suolo degli Stati Uniti si è verificato presso il Chico Municipal Airport. Due uomini sono stati gravemente feriti e il dirottatore è stato condannato a più di 30 anni di prigione.
Un secondo, più piccolo aeroporto, Ranchaero Airport è a ovest, ai bordi della città, circondato da frutteti.

### Trasporti di superficie
La Amtrak gestisce la Chico Amtrak station nell'intersezione tra 5th Street e Orange Street e fa parte del servizio Coast Starlight. Il terminale è parzialmente accessibile ai disabili, ha una sala di attesa al coperto, bagni pubblici, telefoni pubblici a pagamento, parcheggio, gratuito per soste brevi. I treni partono tra Seattle e Los Angeles in direzione nord e un treno in direzione sud parte dalla stazione di tutti i giorni. Anche la stazione degli autobus Greyhound Lines si trova alla Chico Amtrak station.
Il North Valley Shuttle ha in programma cinque corse giornaliere per il Sacramento International Airport in partenza dal Jack's Restaurant la 6th Street e la Main Street.
Il B-Line (Butte Regional Transit) serve l'area urbana di Chico con otto percorsi operativi dal lunedì al sabato e con due linee navetta per gli studenti del campus universitario durante l'anno accademico. Il Chico Clipper serve l'area urbana Chico con nove furgoni modificati per il trasporto degli anziani e degli handicappati sette giorni alla settimana. Il punto di riferimento per il Butte Regional Transit a Chico si trova tre la 2th Street e la Salem Street.
Ci sono almeno nove compagnie di taxi a Chico: Yellow Cab of Chico, American Taxi, Chico Cab, Liberty Cab, Chico Independent Taxi, Checkers Taxi, Eco Cab, Taxi Dave e Taxi Premier.
Chico ha ricevuto la medaglia di bronzo dalla League of American Bicyclists nel 2004 (e rinnovata nel 2007) per le infrastrutture che facilitano l'uso della bicicletta. Chico è stata chiamata "America's Best Bike Town" dalla rivista Bicycle nel 1997.
I risciò sono comunemente disponibili nel centro alla sera.

### Principali autostrade
State Route 99 e  State Route 32 si intersecano in Chico.

## Media

### Stampa
- Chico Enterprise-Record, quotidiano
- Chico News and Review, settimanale
- InsideOut Magazine
- The Orion (California State University, Chico), periodico redatto dagli studenti
- Synthesis (magazine)
- Synthesis (weekly)
- Upstate Business Journal
- Videomaker Magazine
- Growing Up Chico Magazine
- Butte College Roadrunner
- Community Seeds Magazine

### Internet
- Chico Wiki - La Wiki della comunità di Chico

## Amministrazione

### Gemellaggi
Chico è gemellata con:
- Danshui, Taipei, Taiwan[39]
- Pascagoula, Stati Uniti[40]

## Varie
- Un record di altitudine per i palloni senza equipaggio è stato fissato a Chico nell'ottobre 1972 (51,8 km). Il record è stato superato in Giappone il 23 maggio 2002.
- Chico è stato classificato #1 nella Forbes Magazine "Best Places in America" (maggio 2000).
- Chico si è classificata 13ª in Money.Com "Best Places to Live" indagine nel 1999.
- Voto n. 16 sulla lista delle città sane, dalla rivista Organic Style, settembre/ottobre 2003.
- Chico è stato classificato # 17 in Farmers Insurance lista delle città più sicure (2006) per le città sotto i 150.000.
- Chico è stato designato per essere la capitale provvisoria della California, nel caso in cui si verifichi un disastro che comporti l'evacuazione di Sacramento, dopo un'esercitazione della Protezione Civile chiamata Operazione Chico che è stata ritenuta un successo.[41]
- Nessuno può produrre, testare, mantenere o tenere nella città un'arma nucleare, un componente di arma nucleare, un sistema di lancio di armi nucleari o un componente di un sistema di lancio di un'arma nucleare sotto pena del capitolo 9.60.030 del Codice del Comune di Chico.